# Stronnictwo Patriotyczne
Stronnictwo Patriotyczne lub obóz reform – nieformalne ugrupowanie polityków, skupiające działaczy dążących do przeprowadzenia reform w czasie Sejmu Wielkiego (1788–1792).
Główne wspólne postulaty obozu reform to: powiększenie armii do 100 tys., zniesienie Rady Nieustającej, uniezależnienie od Imperium Rosyjskiego, zniesienie liberum veto i wolnej elekcji. Nazwa stronnictwa wzorowana była na ugrupowaniu Patriotów w Holandii.
Prawica Patriotycznego Stronnictwa reprezentowana przez Ignacego i Stanisława Kostkę Potockich oraz Adama Kazimierza Czartoryskiego szukała oparcia w Królestwie Prus i występowała przeciw królowi Stanisławowi Augustowi Poniatowskiemu, dążąc do wzmocnienia władzy sejmu.
Lewica skupiona wokół podkanclerzego koronnego księdza Hugona Kołłątaja (Kuźnica Kołłątajowska, jakobini polscy) opowiadała się za reformami społecznymi i poszukiwała oparcia w mieszczaństwie.
Reprezentowane przez marszałka sejmu Stanisława Małachowskiego centrum, dążyło do ugody z królem, co udało się w 1790 roku dzięki zmianie stanowiska przez Ignacego Potockiego.